# Hayen Palacios
Hayen Santiago Palacios Sánchez (Chigorodó, Antioquia, Colombia; 8 de septiembre de 1999), es un futbolista colombiano. Juega como interior derecho y su actual equipo es el Nacional de la Primera División de Uruguay, cedido por el Athletico Paranaense del Campeonato Brasileño de Serie B.

## Trayectoria

### Atlético Nacional
Debutó como profesional vistiendo la camiseta verde y blanca el 1 de abril de 2018 contra Boyacá Chicó en el estadio La Independencia, fueron unos minutos en aquella derrota en suelo boyacense. Sus juegos en el torneo de la categoría juvenil lo llevaron a ser convocado a la selección de Colombia sub-21, con la que se coronó campeón de los Juegos Centroamericanos y del Caribe hace pocas semanas en Barranquilla.

## Selección nacional
Hayen Palacios hizo parte de la Selección de fútbol de Colombia que logró el oro en los XXIII Juegos Centroamericanos y del Caribe.
En enero de 2019 es convocado para jugar el Campeonato Sudamericano de Fútbol Sub-20 de 2019 en Chile.

### Participaciones internacionales
| Competición                          | Sede         | Resultado | Partidos | Goles |
| ------------------------------------ | ------------ | --------- | -------- | ----- |
| Juegos Centroamericanos y del Caribe | Barranquilla | Campeones | 3        | 0     |

### Participaciones en juveniles
| Competición                            | Sede  | Resultado    | Partidos | Goles |
| -------------------------------------- | ----- | ------------ | -------- | ----- |
| Campeonato Sudamericano Sub-20 de 2019 | Chile | Cuarto lugar | 9        | 0     |

## Estadísticas
| Club                         | Div           | Temporada     | Liga  | Liga  | Copas Nacionales | Copas Nacionales | Torneos Internacionales | Torneos Internacionales | Total | Total |
| Club                         | Div           | Temporada     | Part. | Goles | Part.            | Goles            | Part.                   | Goles                   | Part. | Goles |
| ---------------------------- | ------------- | ------------- | ----- | ----- | ---------------- | ---------------- | ----------------------- | ----------------------- | ----- | ----- |
| Atlético Nacional · Colombia | 1.a           | 2018          | 8     | 1     | 1                | 0                | –                       | –                       | 9     | 1     |
| Atlético Nacional · Colombia | 1.a           | 2019          | 3     | 1     | –                | –                | 1                       | 0                       | 4     | 1     |
| Atlético Nacional · Colombia | Total club    | Total club    | 11    | 2     | 1                | 0                | 1                       | 0                       | 13    | 2     |
| Alianza Petrolera · Colombia | 1.a           | 2020          | 10    | 2     | 2                | 0                | –                       | –                       | 12    | 2     |
| Alianza Petrolera · Colombia | Total club    | Total club    | 10    | 2     | 2                | 0                | 0                       | 0                       | 12    | 2     |
| Atlético Nacional · Colombia | 1.a           | 2021          | 9     | 0     | 2                | 0                | –                       | –                       | 11    | 0     |
| Atlético Nacional · Colombia | 1.a           | 2022          | 8     | 1     | 0                | 0                | 2                       | 0                       | 10    | 1     |
| Atlético Nacional · Colombia | Total club    | Total club    | 17    | 1     | 2                | 0                | 2                       | 0                       | 21    | 1     |
| Águilas Doradas · Colombia   | 1.a           | 2022          | 4     | 0     | 0                | 0                | –                       | –                       | 4     | 0     |
| Águilas Doradas · Colombia   | 1.a           | 2023          | 1     | 0     | 0                | 0                | –                       | –                       | 1     | 0     |
| Águilas Doradas · Colombia   | Total club    | Total club    | 5     | 0     | 0                | 0                | 0                       | 0                       | 5     | 0     |
| Envigado F.C · Colombia      | 1.a           | 2023          | 9     | 1     | 0                | 0                | –                       | –                       | 9     | 1     |
| Envigado F.C · Colombia      | Total club    | Total club    | 9     | 1     | 0                | 0                | 0                       | 0                       | 9     | 1     |
| Fortaleza CEIF · Colombia    | 1.a           | 2024          | 19    | 0     | 3                | 0                | –                       | –                       | 22    | 0     |
| Fortaleza CEIF · Colombia    | Total club    | Total club    | 19    | 0     | 3                | 0                | 0                       | 0                       | 22    | 0     |
| Total carrera                | Total carrera | Total carrera | 71    | 6     | 8                | 0                | 3                       | 0                       | 82    | 6     |

## Palmarés

### Torneos nacionales
| Título          | Club              | País     | Año  |
| --------------- | ----------------- | -------- | ---- |
| Copa Colombia   | Atlético Nacional | Colombia | 2018 |
| Copa Colombia   | Atlético Nacional | Colombia | 2021 |
| Torneo Apertura | Atlético Nacional | Colombia | 2022 |

### Torneos internacionales
| Título           | Club                         | País     | Año  |
| ---------------- | ---------------------------- | -------- | ---- |
| Fútbol masculino | Selección de Colombia sub-21 | Colombia | 2018 |